# Robert Roy MacGregor
Robert Roy MacGregor (* 7. März 1671 in Glengyle am Loch Katrine; † 28. Dezember 1734 in Inverlochlarig Beg, Balquhidder), auch bekannt unter dem Namen Rob Roy, war ein schottischer Volksheld und Geächteter des frühen 18. Jahrhunderts.

## Leben
Rob Roy wurde in Glengyle am Loch Katrine geboren, was das Taufregister der Gemeinde von Buchanan Parish belegt. Sein Vater war Donald MacGregor, welcher dem bekannten Clan MacGregor entstammte, und seine Mutter Margaret Campbell. Er heiratete im Januar 1693 Mary Helen MacGregor von Comar, von Leny Farm, Strathyre, in Glenarklet. Aus der Ehe gingen vier Söhne hervor: James, auch Mor oder Tall genannt, Ranald, Coll, und Robert, auch Robin Oig oder Young Rob genannt. Später wurde Duncan, ein Neffe, adoptiert.
Rob Roy ist anglisiert von dem gälischen „Raibert Ruadh“, oder „Red Robert“ wegen seiner roten Haare, die sich in späteren Jahren jedoch braun färbten.
Er kämpfte in den Jakobitenaufständen von 1689, 1715 und 1719.
Er war ein Viehdieb der Highlands und ist bekannt als schottischer Robin Hood. Eigentlich war Rob Roy Rinderhändler, wurde dann aber zum Rinderdieb, der von seinen Nachbarn Schutzgeld vor anderen Rinderdieben erpresste (Blackmail). Als das Schutzgewerbe fehlschlug, wurde Rob Roy wegen Betruges angeklagt und zum Geächteten erklärt. Als sein Hauptgläubiger, James Graham, 1. Herzog von Montrose, sein Land beschlagnahmte, stritt Rob Roy mit dem Herzog, bis er 1722 aufgeben musste. Später wurde er inhaftiert und im Jahre 1727 begnadigt. Er starb am 28. Dezember 1734 in seinem Haus in Inverlochlarig Beg, Balquhidder.

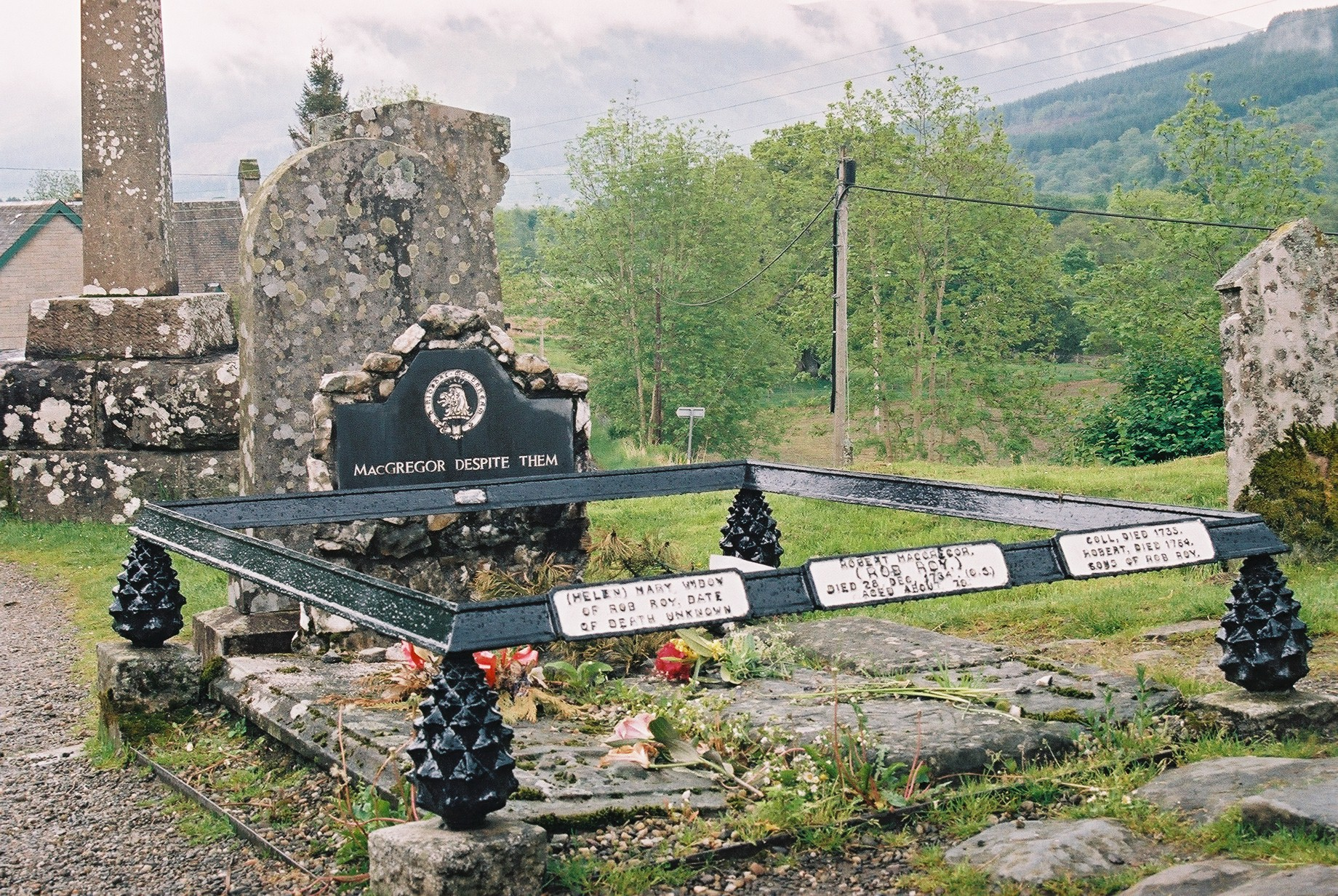
Rob Roys Grab in Balquhidder

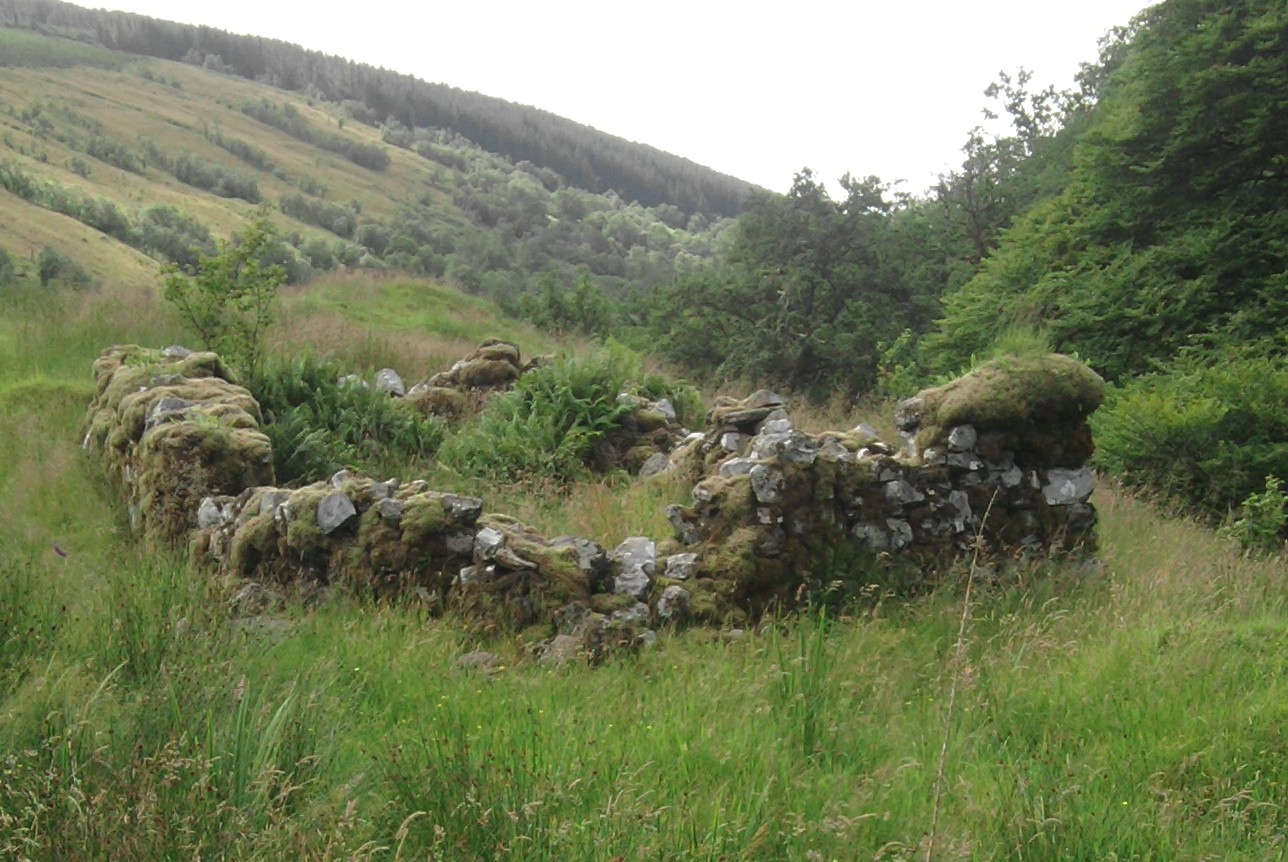
Die Überreste von Rob Roys Haus im Glen Shira

## Rezeption
Die Legende von Robert Roy MacGregor inspirierte Sir Walter Scott zu seinem 1817 veröffentlichten Roman Rob Roy. Hector Berlioz schrieb die Ouvertüre Rob Roy. Mehrfach wurde das Leben Rob Roys verfilmt: 1953 Rob Roy – Der königliche Rebell (Rob Roy, the Highland Rogue) unter der Regie von Harold French. Die bekannteste Verfilmung wurde 1995 gedreht, mit Liam Neeson in der Hauptrolle.
Glengyle House am Ufer von Loch Katrine datiert ins 18. Jahrhundert mit einem Kirchportal aus dem Jahre 1707. An seiner Stelle stand vorher das Steinhaus aus dem 17. Jahrhundert, in dem Rob Roy geboren worden sein soll. Seit den 1930er Jahren war das denkmalgeschützte Gebäude in Besitz der Wasserbehörden. Das Haus wurde im November 2004 trotz der Einwände der Scottish National Party versteigert.